# Grimsby Town
Grimsby Town este un club de fotbal din Cleethorpes, în Lincolnshire, Estul Angliei, care s-a fondat în anul 1878 și care evoluează în Football League Two.

## Cupe
| 1998 | Grimsby Town | 2 - 1 | Bournemouth   |
| 2008 | Grimsby Town | 0 - 2 | Milton K Dons |

| 2013 | Grimsby Town | 1 - 1 | Wrexham      |
| 2016 | Grimsby Town | 0 - 1 | Halifax Town |

| 1998 | Grimsby Town | 3 - 1 | Burnley   |
| 2008 | Grimsby Town | 1 - 0 | Morecambe |

| 2013 | Grimsby Town | 3 - 0 | Dartford     |
| 2016 | Grimsby Town | 3 - 1 | Bognor Regis |

| 1936 | Grimsby Town | 0 - 1 | Arsenal |

| 1939 | Grimsby Town | 0 - 5 | Wolves |

## Play-off
| 1998 | Grimsby Town | 1 - 0 | Northampton |

| 2006 | Grimsby Town | 0 - 1 | Cheltenham |

| 1998 | Grimsby Town | 2 - 1 | Fulham |

| 2006 | Grimsby Town | 3 - 1 | Lincoln |

| 2015 | Grimsby Town | 1 - 1 | Bristol Rovers  |
| 2016 | Grimsby Town | 1 - 3 | Forest Green⁠(d) |

| 2013 | Grimsby Town | 0 - 2 | Newport County |
| 2014 | Grimsby Town | 2 - 4 | Gateshead      |
| 2015 | Grimsby Town | 5 - 1 | Eastleigh      |
| 2016 | Grimsby Town | 2 - 1 | Braintree Town |